# D'Artagnan (film)
Pour les articles homonymes, voir D'Artagnan (homonymie).
Pour plus de détails, voir Fiche technique et Distribution.
D'Artagnan ou Le Mousquetaire au Québec (The Musketeer) est un film multinational réalisé par Peter Hyams et sorti en 2001. Il s'agit d'une adaptation du roman Les Trois Mousquetaires d'Alexandre Dumas.
Le film se distingue des autres adaptations de l’œuvre d'Alexandre Dumas notamment par ses combats chorégraphiés par Xiong Xin-xin, qui a officié principalement à Hong Kong pour Tsui Hark. Le film reçoit des critiques globalement très négatives et est un échec commercial.

## Synopsis
En 1625, Louis XIII règne sur le Royaume de France. Le cardinal-duc de Richelieu profite de son influence sur le roi pour s'emparer progressivement du pouvoir. Avec l'appui de Fèbre, son machiavélique homme de main, il évince les mousquetaires de Louis XIII et les fait remplacer par sa garde personnelle. Mais D'Artagnan, un jeune Gascon fraîchement arrivé à Paris, compte bien l'empêcher d'accomplir ses sombres projets. Avec l'aide d'Athos, Porthos, Aramis et de son vieil ami Planchet, l'intrépide mousquetaire s'engage dans une lutte sans merci pour sauver la Couronne de France.

## Fiche technique
- Titre original : The Musketeer
- Titre français : D'Artagnan
- Titre québécois : Le Mousquetaire
- Réalisateur : Peter Hyams
- Scénario : Gene Quintano, d'après Les Trois Mousquetaires d'Alexandre Dumas
- Musique : David Arnold
- Décors : Philip Harrison
- Costumes : Cynthia Dumont et Raymond Hughes
- Costumes Catherine Deneuve : Gigi Lepage
- Photographie : Peter Hyams
- Montage : Terry Rawlings
- Chorégraphie des combats : Xiong Xin-xin
- Production : Moshe Diamant

Producteurs délégués : Rudy Cohen, Mark Damon, Frank Hübner, Steven Paul et Romain Schroeder
- Sociétés de production : Centurion, MDP Worldwide, Crystal Sky Worldwide, Signature Entertainment, D'Artagnan Productions Limited, ApolloMedia Distribution, Q&Q Medien GmbH, The Carousel Picture Company ; avec le soutien du Luxembourg Film Fund
- Sociétés de distribution : SND (France), Miramax / Universal Pictures (États-Unis)
- Budget : 36 millions de dollars[1]
- Pays de production :  États-Unis,  Royaume-Uni,  Allemagne,  Luxembourg
- Langue originale : anglais
- Format : couleur
- Genre : cape et épée, action
- Durée : 104 minutes
- Dates de sortie[2] :
  - France : septembre 2001 (festival de Deauville)
  - États-Unis : 7 septembre 2001
  - France : 7 novembre 2001
- Classification[3] :
  - États-Unis : PG-13
  - France : tous publics

## Distribution
Légende : Version Française (VF) ; Version Québécoise (VQ)
- Justin Chambers (VF : Cédric Dumond ; VQ : Patrice Dubois) : D'Artagnan
- Jan-Gregor Kremp (de) (VQ : Manuel Tadros) : Athos
- Steve Speirs (VF : Thierry Murzeau ; VQ : Alain Zouvi) : Porthos
- Nick Moran (VF : Philippe Dumond ; VQ : François Godin) : Aramis
- Stephen Rea (VF : Patrick Préjean ; VQ : Jacques Lavallée) : le cardinal de Richelieu
- Tim Roth (VF : Nicolas Marié ; VQ : Sébastien Dhavernas) : Febre
- Mena Suvari (VQ : Camille Cyr-Desmarais) : Francesca Bonacieux
- Catherine Deneuve (VQ : Nathalie Coupal) : la reine Anne d'Autriche
- Bill Treacher (en) (VF : Olivier Proust ; VQ : Vincent Davy) : Bonacieux
- Jean-Pierre Castaldi : Planchet
- David Schofield : Rochefort
- Daniel Mesguich : Louis XIII
- Jeremy Clyde (en) : Lord Buckingham
- Michael Byrne : Tréville
- Tsilla Chelton : Madame Lacroix

## Production
Le tournage a lieu en France, dans le Gers — département d'origine de D'Artagnan — notamment à Auch, Cassaigne, Caumont, Tillac et Miramont-Latour, ainsi qu'à Toulouse et sa magnifique place du Capitole. Les prises de vues ont également lieu en Belgique et dans le château de Vianden au Luxembourg.

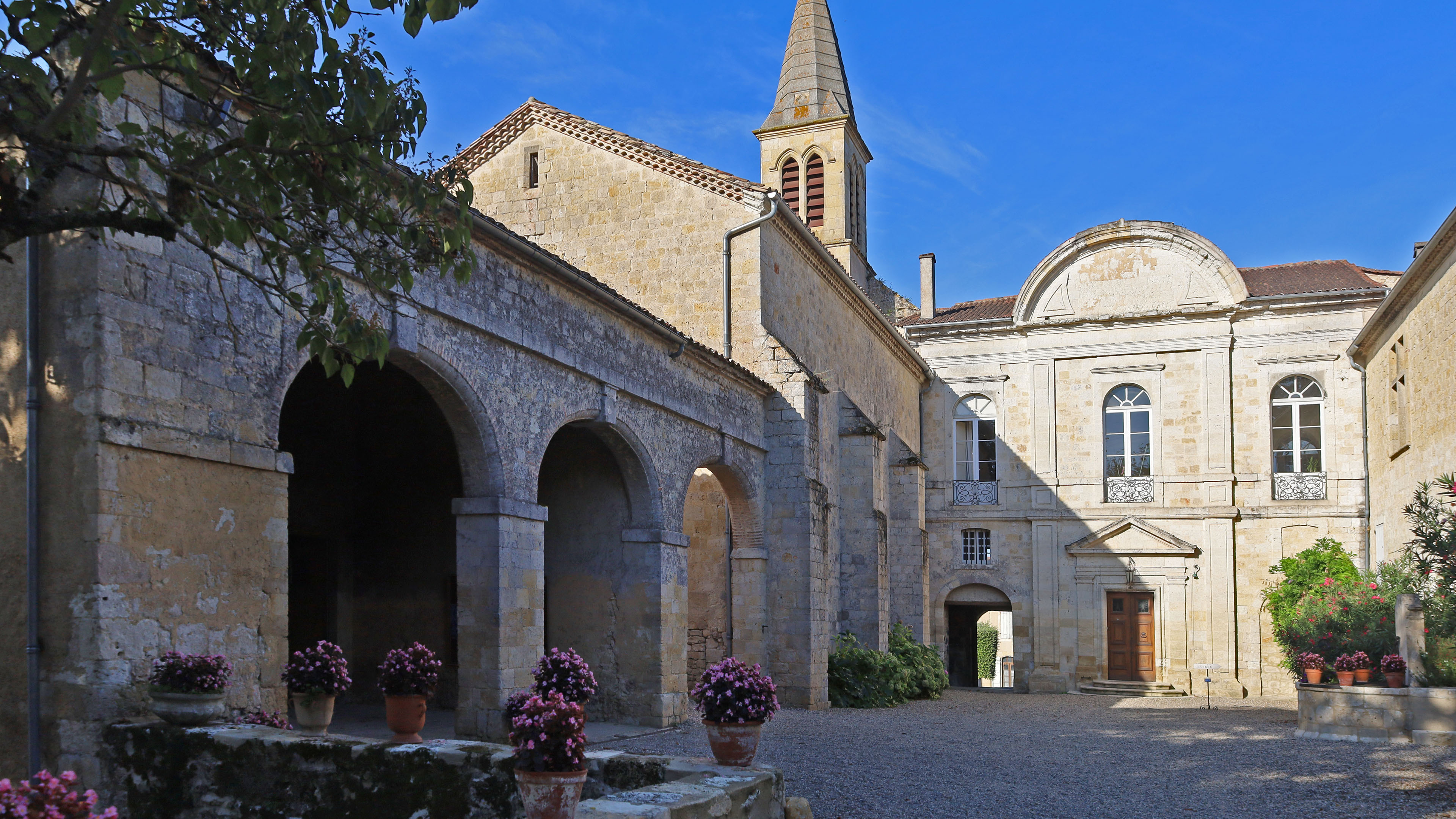
château de Cassaigne
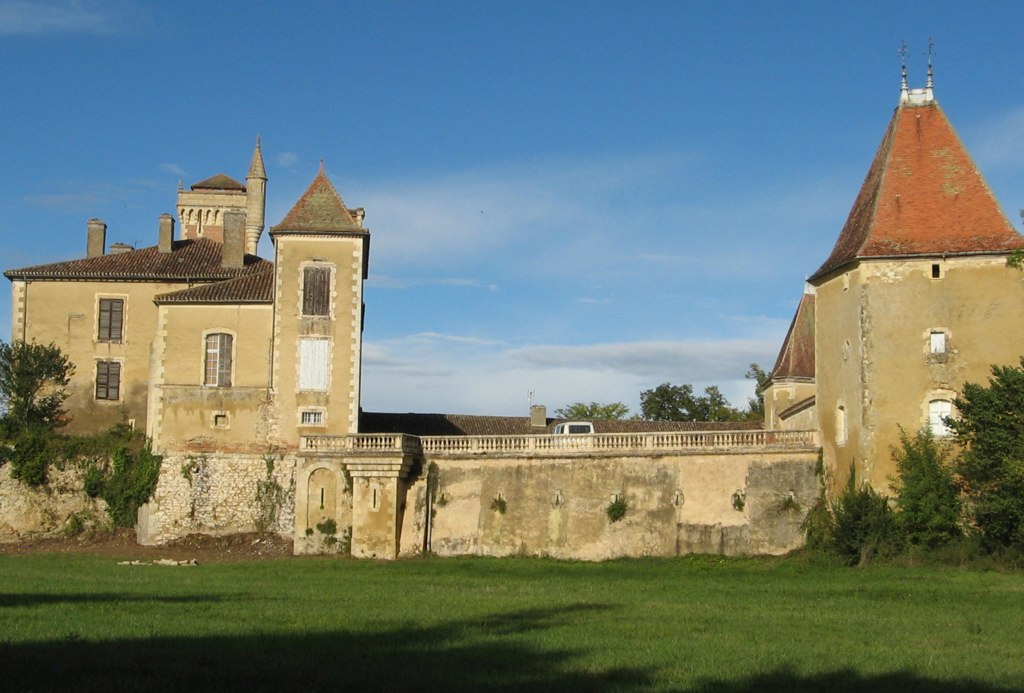
château de Miramont-Latour
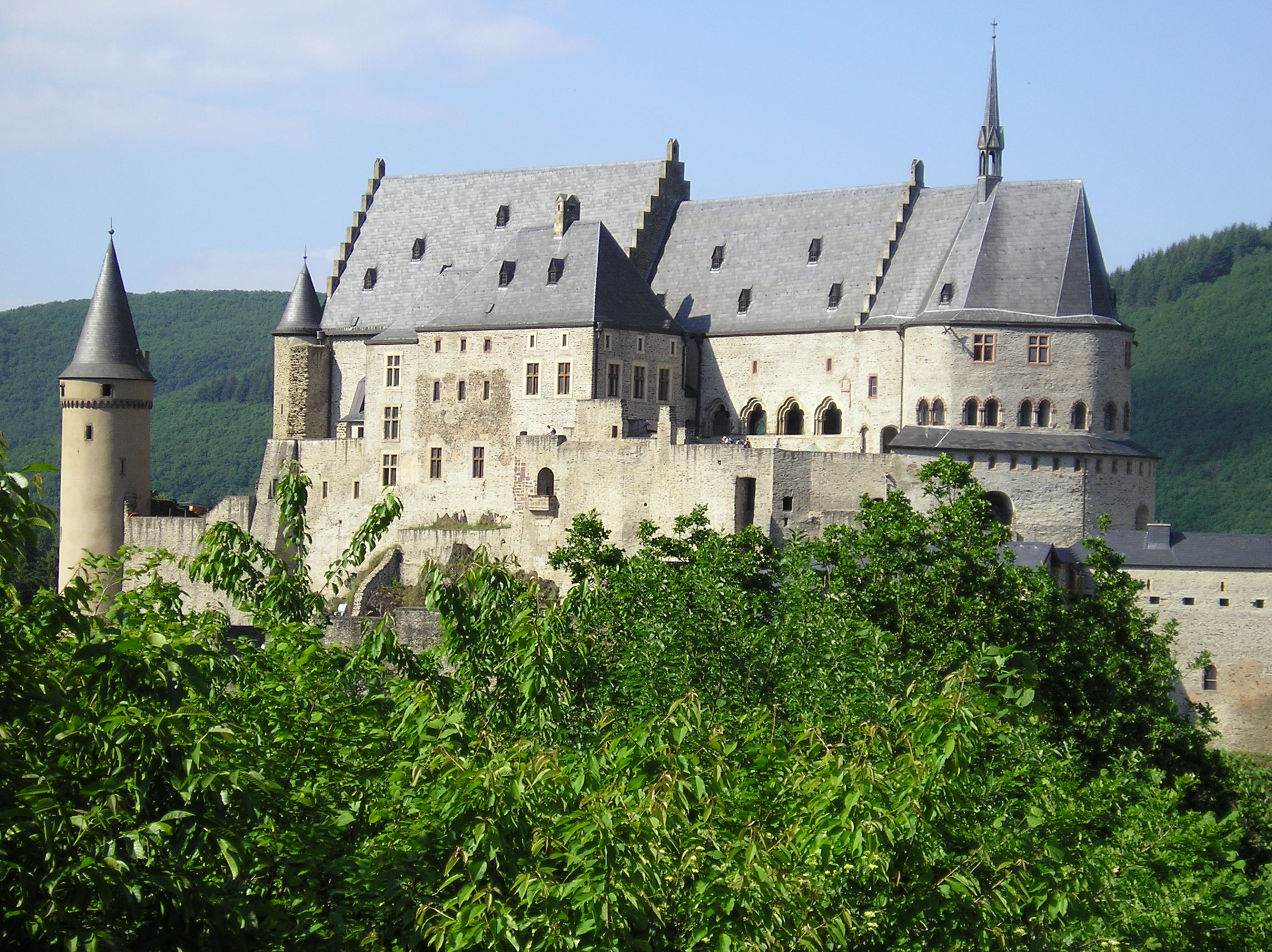
Château de Vianden
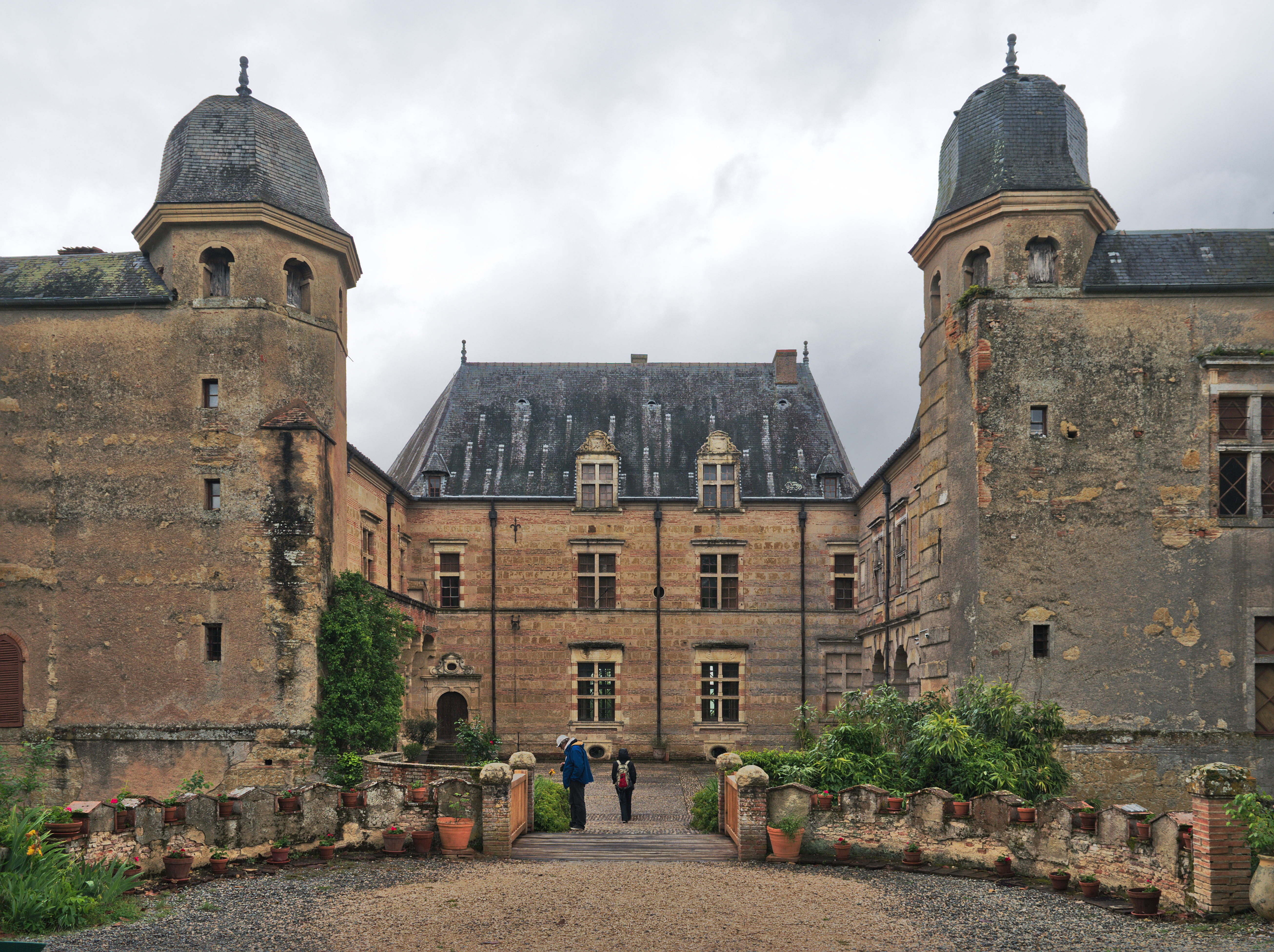
château de Caumont